# Neoscona sanjivani
Neoscona sanjivani – gatunek pająka z rodziny krzyżakowatych.
Gatunek ten opisany został po raz pierwszy w 2004 roku przez Pawana U. Gajbe na łamach „Records of the Zoological Survey of India”. Jako miejsce typowe wskazano Sanjivani Nagar w Jabalpurze w Indiach. Epitet gatunkowy pochodzi od lokalizacji typowej.
Pająk ten osiąga 12,2 mm długości ciała przy karapaksie długości 4,3 mm i szerokości 4,2 mm oraz opistosomie (odwłoku) długości 7,9 mm i szerokości 6,2 mm. Karapaks jest ciemnobrązowy z ciemną łatą za tylnymi oczami, owłosiony. Część głowowa jest zwężona i lekko wyniesiona, zaopatrzona w ośmioro oczu. Oczy pary przednio-bocznej leżą znacznie bardziej z tyłu niż przednio-środkowej, a tylno-bocznej nieco bardziej z tyłu niż tylno-środkowej. Oczy par środkowych rozmieszczone są na planie dłuższego niż szerokiego, węższego w tyle trapezu. Przysadziste szczękoczułki mają ciemnobrązowy kolor. Szersza niż dłuższa warga dolna jest ciemnobrązowa z rozjaśnionym brzegiem odsiebnym, a szczęki szerokie. Sternum jest podługowato-sercowate z szpiczastym tyłem, ciemnobrązowe z żółtawą przepaską podłużną. Odnóża są ciemnobrązowe z żółtawym obrączkowaniem. Opistosoma jest eliptyczna, włochata, z wierzchu ciemnobrązowa z czarnym nakrapianiem, od spodu jaśniejsza z dwiema czarniawymi łatkami P-kształtnymi i dwiema kropkami kredowobiałymi.
Pajęczak orientalny, endemiczny dla Indii, znany tylko ze stanu Madhya Pradesh.